# Rajab Mahommed
Rajab Mahommed est un boxeur botswanais né le 28 juin 1997. 

## Carrière
Sa carrière amateur est principalement marquée par une médaille d'or remportée aux Jeux africains de Rabat en 2019 dans la catégorie des poids mouches.

## Palmarès

### Jeux africains
- Médaille d'or en -52 kg en 2019 à Rabat au Maroc

### Jeux du Commonwealth
- Quart de finaliste en -52kg en 2018 à Gold Coast en Australie[2]